# Parapsammophila algira
Parapsammophila algira är en biart som först beskrevs av Kohl 1901.  Parapsammophila algira ingår i släktet Parapsammophila och familjen grävsteklar. Inga underarter finns listade i Catalogue of Life.